# ويليام أ. ديكسون
ويليام أ. ديكسون هو سياسي أمريكي، ولد في 20 يوليو 1861، وتوفي في 25 فبراير 1940. نشط حزبياً في الحزب الديمقراطي. وقد انتخب عضو مجلس النواب الأمريكي ‏.